# Самусенко Анатолій Володимирович
Анато́лій Володи́мирович Самусе́нко (* 1993) — солдат Збройних сил України, учасник російсько-української війни.

## З життєпису
Основне місце дислокації військової частини — Житомирська область; аеромобільний батальйон.
13 травня 2014-го зазнав поранення в праву руку дорогою до Слов'янська. Колона військовослужбовців потрапила в засідку та була обстріляна. Лікувався у Харківському госпіталі.

## Нагороди
15 липня 2014 року — за особисту мужність і героїзм, виявлені у захисті державного суверенітету та територіальної цілісності України, вірність військовій присязі під час російсько-української війни, відзначений — нагороджений орденом «За мужність» III ступеня.